# Trágyatúró holyva
A trágyatúró holyva (Platydracus stercorarius) a rovarok (Insecta) osztályának a bogarak (Coleoptera) rendjéhez, ezen belül a mindenevő bogarak (Polyphaga) alrendjéhez és a holyvafélék (Staphylinidae) családjához tartozó faj. Magyarországon is sok helyütt előfordul.

## Elterjedése
A trágyatúró holyva előfordul Európában, Kisázsiában és a Kaukázusban.
Magyarországon sok helyütt megtalálták, ámbár sehol sem gyakori. Gyümölcsösökben gyakori holyvafaj.
Gyűjtési adatai májustól szeptemberig vannak.

## Megjelenése
A trágyatúró holyva 12–15 mm hosszú, enyhén lapított testű rovar. Feje és előtora kékesfekete, bronzfény nélkül. Szárnyfedői vörösek. Potroha szintén kékesfekete, de a hátlemezek közepén és szélein aranysárga szőrfoltokat visel (azonban az elülső hátlemezeken a középső folt gyakran hiányzik).

## Életmódja

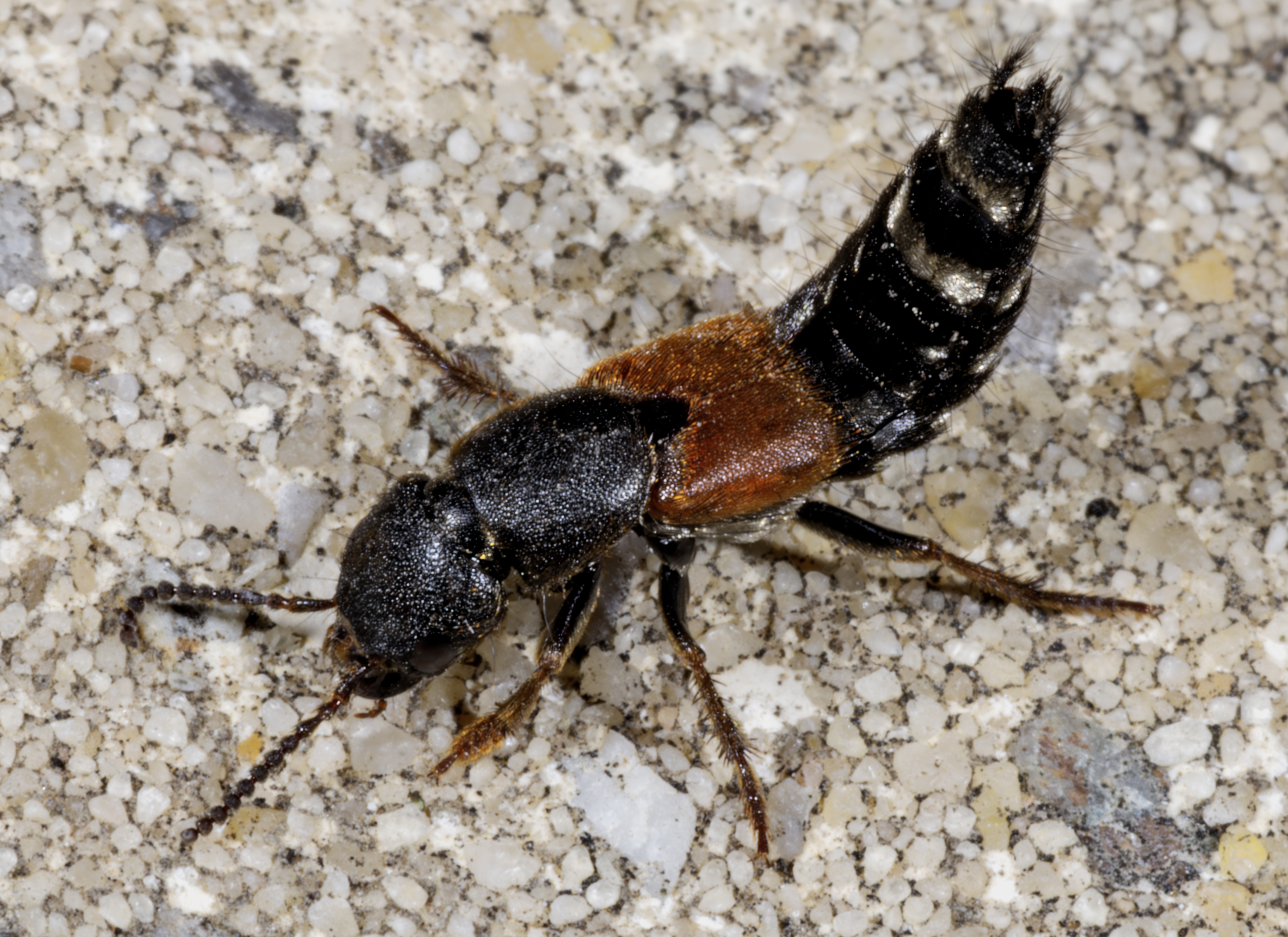
Trágyatúró holyva

A trágyatúró holyvát elsősorban fátlan vidékeken (különösen agyag- és homoktalajon), fűcsomók közt, kövek alatt találjuk meg.
A rovar ragadozó életmódot folytat, apró állatokkal táplálkozik.